# علم الوراثة التصويري
يشير علم الوراثة التصويرية (بالإنجليزية: Imaging Genetics) إلى استخدام تقنيات التصوير التشريحي أو الفسيولوجي مثل فحوصات النمط الظاهري لتقييم التباين الجيني. كان العلماء الذين استخدموا لأول مرة مصطلح علم الوراثة التصويرية مهتمين بكيفية تأثير الجينات على علم نفس الأمراض واستخدموا التصوير العصبي الوظيفي للتحقيق في الجينات التي يتم التعبير عنها في الدماغ (علم الوراثة التصويري العصبي).
يستخدم التصوير الوراثي مناهج بحثية يتم فيها الجمع بين المعلومات الوراثية وبيانات التصوير بالرنين المغناطيسي الوظيفي في نفس الموضوعات لتحديد الآليات العصبية المرتبطة بالتنوع الجيني. باستخدام الصور والمعلومات الجينية، يمكن تحديد كيف تؤدي الاختلافات الفردية في تعدد أشكال النوكليوتيدات المفردة، أو الأشكال المتعددة للنيوكليوتيدات المفردة، إلى اختلافات في بنية أسلاك الدماغ والوظيفة الفكرية. يسمح التصوير الوراثي بالملاحظة المباشرة للصلة بين الجينات ونشاط الدماغ حيث الفكرة العامة هي أن المتغيرات الشائعة في تعدد أشكال النوكليوتيدات المفردة تؤدي إلى أمراض شائعة. يعد النمط الظاهري للتصوير العصبي جذاباً لأنّه أقرب إلى بيولوجيا الوظيفة الوراثية من الأمراض أو الأنماط الظاهرية المعرفية.

## مرض الزهايمر
من خلال الجمع بين مخرجات التصوير متعدد الجينات والتصوير العصبي في نموذج خطي، فقد ثبت أن المعلومات الجينية توفّر قيمة مضافة في مهمة التنبؤ بمرض الزهايمر. يُعتبر مرض الزهايمر (بالإنجليزية: Alzheimer's disease اختصاراً AD) تقليدياً مرضاً يتميّز بفقدان الخلايا العصبية وضمور المادة الرماديّة على نطاق واسع، كما أن أليل صميم البروتين الشحمي E (بالإنجليزية: Apolipoprotein E اختصاراً APOE4) هو عامل خطر وراثي مؤكد على نطاق واسع لمرض الزهايمر المتأخر.
هناك نوع آخر من مخاطر الجينات المرتبطة بمرض الزهايمر، والذي يُعرف باسم متغير خطر الجين CLU. أظهر متغير الخطر الجيني CLU مظهراً متميزاً لسلامة المادة البيضاء المنخفضة التي قد تزيد من التعرض للإصابة بمرض الزهايمر في وقت لاحق من الحياة.  ارتبط كل أليل CLU-C بتباين كسري (جزئي) منخفض في المادة البيضاء الأمامية والصدغية والجدارية والقذالية وتحت القشرية.  تضمنت مناطق الدماغ ذات التباين الجزئي المنخفض مسارات بين القشرتين أثبتت سابقاً أنّها تحتوي على تباين جزئي أقل في مرضى الزهايمر وناقلات صميم البروتين الشحمي E. قد يؤدي التباين المرتبط بـ CLU-C الموجود هنا إلى ظهور نقطة ضعف محلية مهمة لظهور المرض. هذه التأثيرات ملحوظة لأنها موجودة بالفعل في وقت مبكر من الحياة وترتبط بجين خطر منتشر للغاية (حوالي 36 ٪ من القوقازيين يحملون نسختين من الخطر الذي يمنح المتغير الجيني CLU-C). المعرضة للخطر الجيني لمرض الزهايمر أمر بالغ الأهمية لتقييم استراتيجيات العلاج والوقاية. إذا تم تحديد خطر الإصابة بمرض الزهايمر، فإن التغييرات المناسبة في نمط الحياة قد تحد من مخاوف مرض الزهايمر؛ ممارسة الرياضة ومؤشر كتلة الجسم-لها تأثير على بنية الدماغ ومستوى ضمور الدماغ.

## مؤشرات حيوية وطيف الزهايمر
إذا تم العثور على المؤشرات الحيوية المناسبة وتطبيقها في الاستخدام السريري، فسنكون قادرين على إعطاء تشخيص طيف مرض الزهايمر في مرحلة مبكرة. في الاقتراح، ينقسم طيف مرض الزهايمر (بالإنجليزية: Alzheimer's spectrum) إلى ثلاث مراحل
1. المرحلة قبل السريرية (بالإنجليزية: the preclinical stage)
2. ضعف الإدراك الخفيف (بالإنجليزية: mild cognitive impairment)
3. مرض الزهايمر السريري (بالإنجليزية: clinical AD)[8]

في المرحلة ما قبل السريرية، لوحظ فقط التغييرات في علامة بيولوجية معينة مع عدم وجود ضعف إدراكي أو علامات سريرية لمرض الزهايمر. قد تشمل مرحلة الضعف الإدراكي المعتدل تلك التي تظهر تغيّرات في العلامات الحيوية بالإضافة إلى التدهور المعرفي المعتدل ولكن لا توجد علامات وأعراض سريرية لمرض الزهايمر. يتم تشخيص مرض الزهايمر في المرضى الذين يعانون من تغيّرات في العلامات الحيوية وعلامات وأعراض سريرية لمرض الزهايمر. سيعزز هذا المفهوم فهم الانتقال المستمر من المرحلة قبل السريرية إلى مرض الزهايمر عن طريق الضعف الإدراكي المعتدل، حيث يمكن استخدام المؤشرات الحيوية للتمييز وتحديد كل مرحلة من طيف مرض الزهايمر بوضوح. ستعزز المعايير الجديدة الاكتشاف المبكر للأشخاص الذين سيصابون بمرض الزهايمر في وقت لاحق من الحياة، وكذلك لبدء التدخل الذي يهدف إلى الوقاية من مرض الزهايمر.

## مستقبل
يجب أن يطوّر علم الوراثة التصويرية طرقاً تسمح بربط تأثيرات عدد كبير من المتغيرات الجينية على أنماط ظاهرية متعددة الأبعاد للتصوير العصبي. بالإضافة إلى ذلك، فإنّ مجال التصوير الوراثي الجيني آخذ في الظهور مع أهمية خاصة، على سبيل المثال، لفهم الانتقال بين الأجيال لعلم النفس المرضي المرتبط بالصدمات والاضطرابات المتعلقة برعاية الأم.

## مشاكل
يمكن أن يؤثر الدواء أو تاريخ الاستشفاء (دخول المستشفى) أو السلوكيات المرتبطة مثل التدخين على التصوير.